# Lokroi
Lokroi (tiếng Hy Lạp: ?) là một khu tự quản ở vùng Trung Hy Lạp, Hy Lạp. Khu tự quản Lokroi có diện tích 615 kilômét vuông, dân số theo điều tra ngày 18 tháng 3 năm 2001 là 22418 người.